# Dorna-Arini
Dorna-Arini is een Roemeense gemeente in het district Suceava.

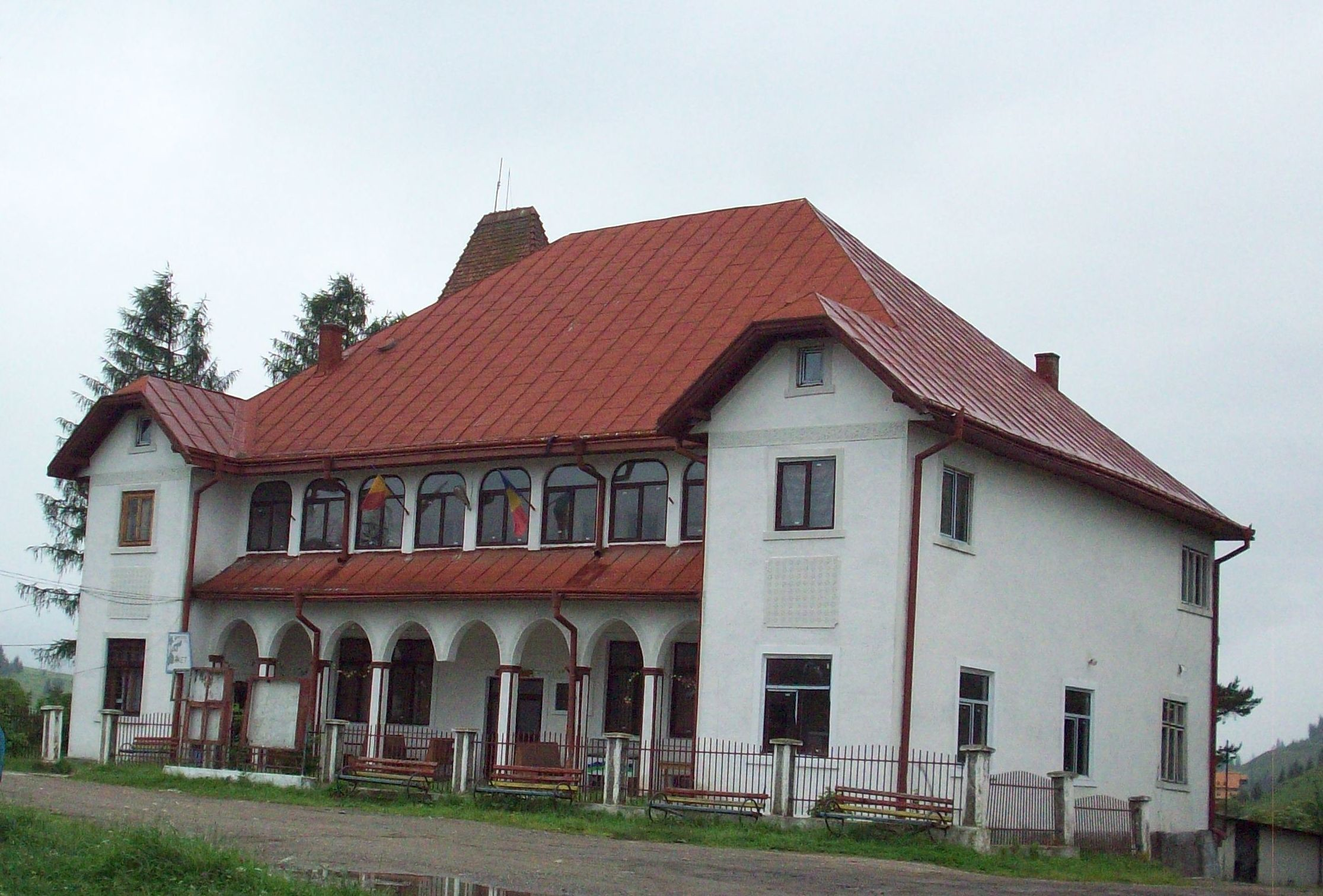
Cultureel centrum van Dorna-Arini

Dorna-Arini telt 3013 inwoners.